# Fuegos artificiales
Los fuegos artificiales (también, juegos pirotécnicos) son un tipo de dispositivos pirotécnicos usados normalmente con fines estéticos, de entretenimiento o de celebración. Son usados en distintas partes del mundo y son el atractivo principal de muchas celebraciones culturales y religiosas.
Existen diferentes tipos de fuegos artificiales, cuyos efectos se pueden agrupar en cuatro categorías: ruido, luces, humo y materiales flotantes (en la mayoría de los casos se usa confeti para generar este efecto).
Los fuegos artificiales fueron inventados en China. Eventos culturales como el Año nuevo chino y el Festival de Medio Otoño fueron y siguen siendo celebraciones en las que se puede ver grandes exhibiciones de fuegos artificiales. Actualmente, China es el mayor productor y exportador de fuegos artificiales del mundo.
Los fuegos artificiales modernos fueron inventados en Europa en la década de 1830.
Durante la dinastía Han (202 a. C.- 220 d. C.), la gente arrojaba tallos de bambú al fuego para producir una explosión con un fuerte sonido. En épocas posteriores, se utilizó pólvora envasada en pequeños recipientes para imitar los sonidos del bambú ardiendo. Los tallos de bambú explosivos y los petardos de pólvora se conocían indistintamente como baozhu (爆竹) o baogan (爆竿). Fue durante la dinastía Song cuando se fabricaron los primeros petardos, consistentes en tubos hechos con hojas de papel enrolladas que contenían pólvora y una mecha. También ensartaban estos petardos formando grandes grupos, conocidos como bian (lit. "látigo") o bianpao (lit. "cañón látigo"), para que los petardos pudieran detonarse uno a uno en una secuencia cercana. En el siglo XII y posiblemente en el XI, el término baozhang (爆仗) se utilizaba para referirse específicamente a los petardos de pólvora.
Durante la dinastía Song, mucha de la gente común podía comprar varios tipos de fuegos artificiales a los vendedores del mercado. También se sabe que se celebraban grandes espectáculos de fuegos artificiales. En 1110, se celebró un gran espectáculo de fuegos artificiales en una demostración marcial para entretener al emperador Huizong de Song (r. 1100-1125) y a su corte. Un registro de 1264 afirma que un fuego artificial propulsado por cohetes estalló cerca de la emperatriz viuda Gong Sheng y la asustó durante una fiesta celebrada en su honor por su hijo el emperador Lizong de Song (r. 1224-1264). La propulsión por cohetes era habitual en la guerra, como demuestra el Huolongjing compilado por Liu Bowen (1311-1375) y Jiao Yu (fl. c. 1350-1412). En 1240 los árabes adquirieron de China conocimientos sobre la pólvora y sus usos. Un sirio llamado Hasan al-Rammah escribió sobre cohetes, fuegos artificiales y otros incendiarios, utilizando términos que sugerían que había obtenido sus conocimientos de fuentes chinas, como sus referencias a los fuegos artificiales como "flores chinas".
Los fuegos artificiales de colores se desarrollaron a partir de una aplicación china anterior (posiblemente de la dinastía Han o poco después) de sustancias químicas para crear humo y fuego de colores. Dicha aplicación aparece en el Huolongjing (siglo XIV) y en el Wubeizhi (prefacio de 1621, impreso en 1628), que describe recetas, varias de las cuales utilizaban pólvora con bajo contenido en nitrato, para crear humos de señales militares con varios colores. En el Wubei Huolongjing (武備火龍經; Ming, terminada después de 1628), aparecen dos fórmulas para señales parecidas al fuego, el sanzhangju (三丈菊) y el baizhanglian (百丈蓮), que produce destellos de plata en el humo. En el Huoxilüe (火戲略; 1753) de Zhao Xuemin (趙學敏), hay varias recetas con pólvora baja en nitrato y otras sustancias químicas para teñir las llamas y el humo. Entre ellos se encontraban, por ejemplo, el sulfuro arsenical para el amarillo, el acetato de cobre (verdigris) para el verde, el carbonato de plomo para el blanco lila y el cloruro mercurioso (calomel) para el blanco. La pirotecnia china fue descrita por el autor francés Antoine Caillot (1818): "Es cierto que la variedad de colores que los chinos tienen el secreto de dar a la llama es el mayor misterio de sus fuegos artificiales." Del mismo modo, el geógrafo inglés Sir John Barrow (hacia 1797) escribió "La diversidad de colores con los que los chinos tienen el secreto de envolver el fuego parece ser el principal mérito de su pirotecnia."
Los espectáculos de fuegos artificiales 'silenciosos' se están volviendo populares debido a la preocupación de que los efectos del ruido traumaticen a las mascotas, la vida silvestre y algunos humanos. Sin embargo, estos no son un nuevo tipo de fuegos artificiales y no son completamente silenciosos. Las "exhibiciones pirotécnicas silenciosas" se refiere a exhibiciones que simplemente excluyen fuegos artificiales grandes, espectaculares y ruidosos y hacen un mayor uso de dispositivos más pequeños y silenciosos.
La ciudad italiana de Collecchio cambió a fuegos artificiales silenciosos en 2015.

## Historia
Durante la dinastía Han (206 a. C. – 220 d. C.), la gente arrojaba tallos de bambú al fuego para producir explosiones con sonidos de gran intensidad. Más adelante en el tiempo, contenedores pequeños rellenos con pólvora eran utilizados para imitar los sonidos que antes se lograban quemando bambú. Estos explosivos fabricados con tallos de bambú y pólvora eran indistintamente conocidos como “baozhu” (爆竹) o “baogan” (爆竿).
Los primeros fuegos artificiales fueron inventados en China durante la dinastía Song (960 – 1279). Estos eran usados en diferentes festividades. El arte y ciencia de la creación de fuegos artificiales se convirtió en una profesión. En China, los pirotécnicos eran respetados por sus conocimientos sobre técnicas complejas de montaje de exhibiciones de fuegos artificiales.
Los fuegos artificiales de colores, a su vez,  fueron desarrollados a partir de aplicaciones anteriores de sustancias químicas utilizadas para crear humo de colores. En “Huoxilüe” (1753) de Zhao Xuemin, se describen varias recetas para teñir llamas y humo. Estas incluían, por ejemplo, sulfuro de arsénico para lograr el color amarillo, acetato de cobre para el verde y cloruro de mercurio para el blanco. Los avances en la pirotecnia realizados en China fueron descritos por el autor francés Antoine Caillot (1818) de la siguiente manera: “La variedad de colores que los chinos le dan al fuego es el mayor misterio de sus fuegos artificiales”.
Los fuegos artificiales fueron producidos por primera vez en Europa en el siglo XIV y se volvieron populares en el siglo XVII. Los fuegos artificiales modernos fueron inventados en Europa en la década de 1830.

## Seguridad
El uso inapropiado de los fuegos artificiales puede ser peligroso para la persona que los manipula y para quienes lo rodean. Cuando se utilizan fuegos artificiales se debe tener cuidados especiales para evitar quemaduras o heridas. Los fuegos artificiales también pueden ser un problema para animales domésticos y salvajes.

## Contaminación
Los fuegos artificiales producen humo y polvo que puede contener residuos de metales pesados y algunos productos químicos tóxicos de baja concentración. Estos subproductos de los fuegos artificiales varían dependiendo de la mezcla de ingredientes de cada fuego artificial.
Para la mayoría de las personas, los efectos de la exposición prolongada a niveles bajos de toxinas provenientes de diversas fuentes son desconocidos. Para personas con asma o sensibilidad química múltiple, el humo de los fuegos artificiales puede agravar los problemas de salud existentes.
El Perclorato y las sales, cuando está en forma sólida, se disuelven y se desplazan rápidamente en las aguas subterráneas y superficiales. Incluso en bajas concentraciones en el suministro de agua potable, se sabe que los iones de perclorato inhiben la absorción de yodo por la glándula tiroides. A partir de 2010, no existen normas federales de agua potable para los percloratos en los Estados Unidos, pero la
Agencia de Protección Medioambiental de EE. UU. ha estudiado los efectos de los percloratos en el medio ambiente y en el agua potable.
Varios estados de EE. UU. han promulgado normas sobre percloratos en el agua potable, entre ellos Massachusetts en 2006. La legislatura de California promulgó la AB 826, la Ley de Prevención de la Contaminación por Perclorato de 2003, que exige al Departamento de Control de Sustancias Tóxicas de California (DTSC) que adopte normas que especifiquen las mejores prácticas de gestión para las sustancias que contienen perclorato. Las mejores prácticas de gestión del perclorato se adoptaron el 31 de diciembre de 2005 y entraron en vigor el 1 de julio de 2006. California publicó normas sobre el agua potable en 2007. Otros estados, como Arizona, Maryland, Nevada, Nuevo México, Nueva York y Texas, han establecido niveles recomendados de percloratos que no son de obligado cumplimiento.
Los tribunales también han tomado medidas en relación con la contaminación por perclorato. Por ejemplo, en 2003, un tribunal federal de distrito de California dictaminó que la Ley de Responsabilidad, Compensación y Respuesta Medioambiental Completa (CERCLA) era aplicable porque el perclorato es inflamable y, por tanto, un residuo peligroso "característico".
Los contaminantes de los fuegos artificiales suscitan preocupación por los posibles riesgos para la salud asociados a los subproductos peligrosos. Para la mayoría de las personas se desconocen los efectos de la exposición a niveles bajos de toxinas procedentes de muchas fuentes durante periodos prolongados. Para las personas con asma o sensibilidad química múltiple, el humo de los fuegos artificiales puede agravar los problemas de salud existentes.
La contaminación también es motivo de preocupación porque los fuegos artificiales suelen contener metales pesados como fuente de color. Sin embargo, el humo de la pólvora y los residuos sólidos son básicos, por lo que el efecto neto de los fuegos artificiales sobre la lluvia ácida es discutible. Lo que no se discute es que la mayoría de los fuegos artificiales de consumo dejan tras de sí una cantidad considerable de residuos sólidos, incluyendo tanto componentes fácilmente biodegradables como artículos de plástico no degradables. La preocupación por la contaminación, la seguridad de los consumidores y los residuos ha restringido la venta y el uso de fuegos artificiales de consumo en muchos países. En cambio, los espectáculos profesionales siguen siendo populares en todo el mundo.
Otros argumentan que la supuesta preocupación por la contaminación de los fuegos artificiales constituye una pista falsa, ya que la cantidad de contaminación de los fuegos artificiales es minúscula en comparación con las emisiones de fuentes como la quema de combustibles fósiles. En EE. UU., algunos estados y gobiernos locales restringen el uso de fuegos artificiales de acuerdo con la Ley de Aire Limpio, que permite promulgar leyes relativas a la prevención y el control de la contaminación del aire exterior.
Algunas empresas de la industria pirotécnica estadounidense afirman que están trabajando con fabricantes chinos para reducir y, en última instancia, eliminar el perclorato contaminante.

## Compuestos pirotécnico

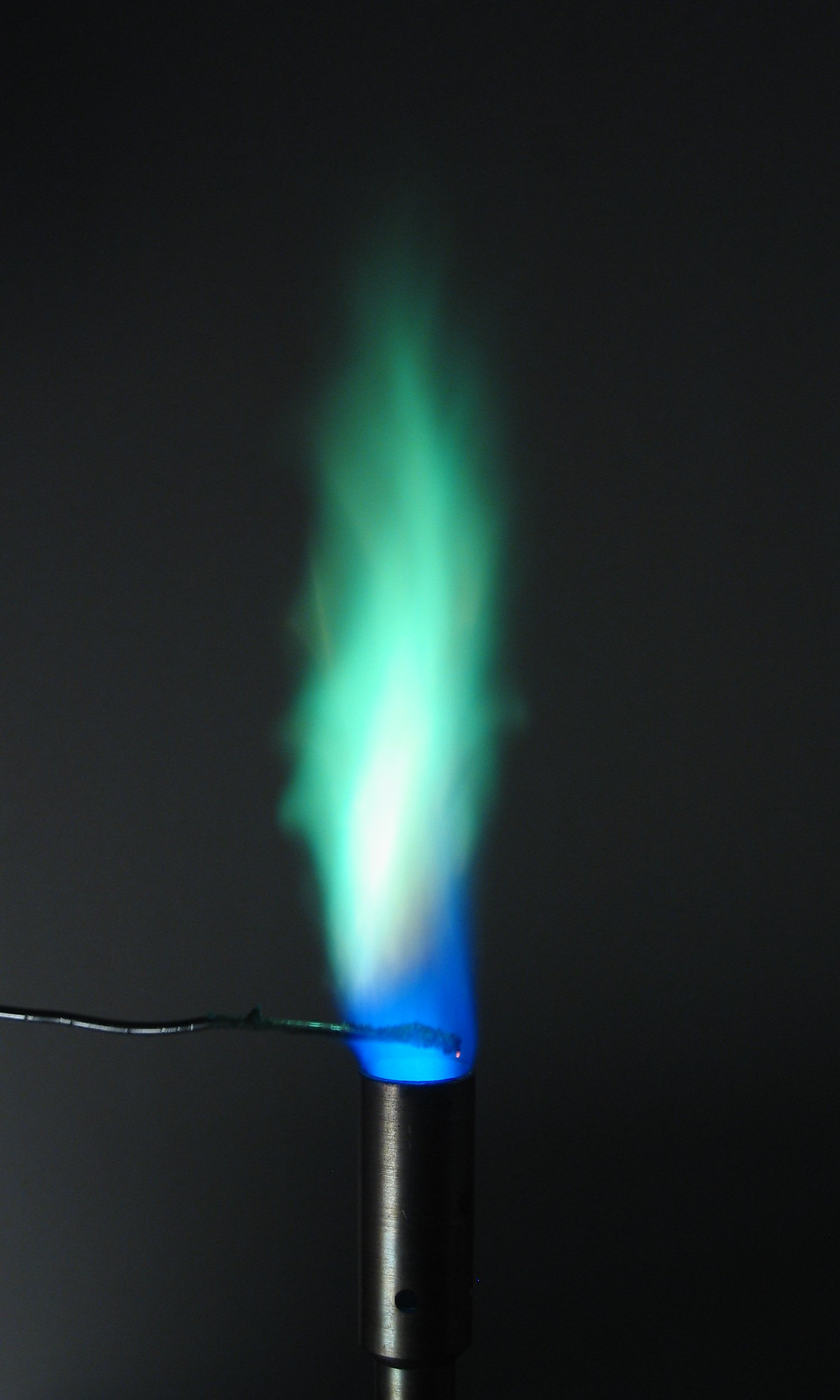
Los compuestos de cobre brillan de color verde o azul verdoso en una llama.

Los colores de los fuegos artificiales suelen ser generados por estrellas pirotécnicas, normalmente llamadas simplemente estrellas , que producen una luz intensa cuando se encienden. Las estrellas contienen cuatro tipos básicos de ingredientes.
- un combustible
- un oxidante : un compuesto que se combina con el combustible para producir calor intenso.
- Sales productoras de color:(cuando el combustible en sí no es el colorante)
- un aglutinante que mantiene unido el pellet.

A continuación se tabulan algunos de los compuestos productores de color más comunes. El color de un compuesto en un fuego artificial será el mismo que su color en una prueba de llama (como se muestra a la derecha). Sin embargo, no todos los compuestos que producen una llama coloreada son apropiados para colorear los fuegos artificiales. Los colorantes ideales producirán un color puro e intenso cuando estén presentes en una concentración moderada.
El color de las chispas se limita a rojo/naranja, amarillo/oro y blanco/plata. Esto se explica por la emisión de luz de una partícula sólida incandescente, a diferencia de la emisión específica de un elemento desde la fase de vapor de una llama. La luz emitida por una partícula sólida se define por la radiación del cuerpo negro . Los metales de bajo punto de ebullición pueden formar chispas con una capa brillante de colores intensos que rodea la partícula básica. Esto es causado por la combustión en fase de vapor del metal.
| Color    | Metal                                       | Compuestos de ejemplo                                                                 |
| -------- | ------------------------------------------- | ------------------------------------------------------------------------------------- |
| Rojo     | Estroncio (rojo intenso) Litio (rojo medio) | SrCO3 (carbonato de estroncio) Li 2 CO 3 (carbonato de litio) LiCl (cloruro de litio) |
| Naranja  | Calcio                                      | CaCl 2 (cloruro de calcio)                                                            |
| Amarillo | Sodio                                       | NaNO3 (nitrato de sodio)                                                              |
| Verde    | Bario                                       | BaCl 2 (cloruro de bario)                                                             |
| Azul     | Cobre                                       | CuCl 2 (cloruro de cobre (II) ), a baja temperatura                                   |
| Indigo   | Cesio                                       | CsNO3 (nitrato de cesio)                                                              |
| Violeta  | Potasio Rubidio (violeta-rojo)              | KNO 3 (nitrato de potasio) RbNO 3 (nitrato de rubidio)                                |
| Oro      | Carbón, hierro o negro de humo              |                                                                                       |
| Blanco   | Polvos de titanio, aluminio o magnesio      |                                                                                       |

Las estrellas más brillantes, a menudo llamadas Mag Stars , funcionan con aluminio . El magnesio rara vez se utiliza en la industria de los fuegos artificiales debido a su falta de capacidad para formar una capa protectora de óxido. A menudo se utiliza una aleación de ambos metales llamada magnalio.
Muchas de las sustancias químicas utilizadas en la fabricación de fuegos artificiales no son tóxicas, mientras que muchas más tienen cierto grado de toxicidad, pueden causar sensibilidad en la piel o existen en forma de polvo y, por lo tanto, son peligrosas por inhalación. Otros más son venenosos si se ingieren o inhalan directamente.

### Elementos comunes en la pirotecnia
La siguiente tabla enumera los principales elementos utilizados en la pirotecnia moderna. Algunos elementos se utilizan en su forma elemental, como partículas de titanio, aluminio, hierro, circonio y magnesio. Estos elementos arden en presencia de aire (O2) u oxidantes (perclorato, clorato). La mayoría de los elementos de la pirotecnia se encuentran en forma de sales.
| Símbolo | Nombre    | Uso de fuegos artificiales |
| ------- | --------- | --- |
| Al      | Aluminio  | El aluminio metálico se utiliza para producir llamas y chispas plateadas y blancas. Es un componente común de las bengalas. |
| Ba      | Bario     | Las sales de bario se utilizan para crear colores verdes en los fuegos artificiales y también pueden ayudar a estabilizar otros elementos volátiles. |
| C       | Carbono   | El carbono es uno de los componentes principales de la pólvora negra, que se utiliza como propulsor en los fuegos artificiales. El carbono proporciona el combustible para los fuegos artificiales. Las formas comunes incluyen negro de humo, azúcar o almidón. |
| Cl      | Cloro     | El clorato y los percloratos son oxidantes comunes. |
| Cu      | Cobre     | Los compuestos de cobre producen colores azules. |
| Fe      | Hierro    | El polvo de hierro se utiliza para producir chispas en las bengalas. |
| K       | Potasio   | El nitrato de potasio , el clorato de potasio y el perclorato de potasio son oxidantes comunes. El contenido de potasio imparte un ligero color violeta a las chispas.                                                                                           |
| Mg      | Magnesio  | El magnesio metálico arde con un color blanco muy brillante, por lo que se utiliza para agregar chispas blancas o mejorar el brillo general de los fuegos artificiales.                                                                                          |
| Na      | Sodio     | El sodio confiere un color dorado o amarillo a los fuegos artificiales; sin embargo, el color suele ser tan brillante que frecuentemente enmascara otros colores menos intensos. Las lámparas de sodio funcionan con la misma emisión óptica.                    |
| O       | Oxígeno   | El oxígeno es un componente del clorato y el perclorato, oxidantes comunes. |
| S       | Azufre    | El azufre es un componente de la pólvora negra y, como tal, se encuentra en un propulsor/combustible |
| Sr      | Estroncio | Las sales de estroncio imparten un color rojo. |
| Ti      | Titanio   | Las sales de titanio imparten un color rojo. |
| Zr      | Circonio  | El circonio, como el titanio, se quema para producir óxidos que emiten brillantes. Se utiliza en "cascadas". |